# Komariv, Sokal
Komariv (în ucraineană Комарів) este un sat în comuna Volîțea din raionul Sokal, regiunea Liov, Ucraina.

## Demografie
Componența lingvistică a localității Komariv
     Ucraineană (99,61%)
     Alte limbi (0,39%)
Conform recensământului din 2001, majoritatea populației localității Komariv era vorbitoare de ucraineană (99,61%), existând în minoritate și vorbitori de alte limbi.